# Ясон і Медея (картина Вотергауса)
«Ясон і Медея» (англ. Jason and Medea) — картина англійського художника-прерафаеліта Джона Вільяма Вотергауса, створена у 1907 році.

## Сюжет
На картині відтворено епізод з циклу міфів про аргонавтів, коли молодша дочка колхідського царя Еета Медея готує чарівне зілля, щоб Ясон зміг виконати завдання її батька.
Вираз обличчя Медеї відповідає образу героїні, створеному Евріпідом в однойменній трагедії.
Картина тематично й візуально близька до іншого твору Вотергауса — «Магічне коло».